# Cattedrali della California
Questa è una lista delle cattedrali nello Stato della California, Stati Uniti d'America.

## Lista Cattedrali
| Città           | Cattedrale                                     | Chiesa                                                  | Diocesi                                                        | Immagine | Localizzazione e riferimenti |
| --------------- | ---------------------------------------------- | ------------------------------------------------------- | -------------------------------------------------------------- | -------- | ---------------------------- |
| Alhambra        | Cattedrale di Santo Stefano                    | Chiesa ortodossa serba                                  | Eparchia dell'America Occidentale                              |          | 34°03′44.83″N 118°08′52.83″W |
| Burbank         | Cattedrale di San Leone                        | Chiesa apostolica armena                                | Diocesi d'Occidente                                            |          | 34°12′22.15″N 118°20′29.71″W |
| Burbank         | Cattedrale di Sant'Efrem il Siro               | Chiesa ortodossa siriaca                                | Arcieparchia degli Stati Uniti Occidentali                     |          | 34°11′22.18″N 118°18′50.5″W  |
| El Cajon        | Cattedrale di San Pietro                       | Chiesa cattolica caldea                                 | Eparchia di San Pietro Apostolo di San Diego dei Caldei        |          | 32°45′14.04″N 116°55′27.34″W |
| Fountain Valley | Cattedrale anglicana di Tutti i Santi          | Provincia Anglicana d'America                           |                                                                |          | 33°42′01.39″N 117°57′45.86″W |
| Fresno          | Cattedrale di San Giovanni                     | Chiesa cattolica                                        | Diocesi di Fresno                                              |          | 36°44′26.17″N 119°46′56.94″W |
| Fresno          | Cattedrale anglicana di San Giacomo            | Chiesa anglicana in Nord America                        | Diocesi anglicana di San Joaquin                               |          | 36°47′15.66″N 119°45′20.47″W |
| Garden Grove    | Cattedrale del Cristo                          | Chiesa cattolica                                        | Diocesi di Orange                                              |          | 33°47′14.6″N 117°53′56.2″W   |
| Glendale        | Cattedrale di San Gregorio Illuminatore        | Chiesa armeno-cattolica                                 | Eparchia di Nostra Signora di Nareg in Glendale                |          |                              |
| Los Angeles     | Cattedrale di Nostra Signora degli Angeli      | Chiesa cattolica                                        | Arcidiocesi di Los Angeles                                     |          | 34°03′30″N 118°14′45″W       |
| Los Angeles     | Cattedrale di San Giovanni                     | Chiesa episcopale                                       | Diocesi episcopale di Los Angeles                              |          | 34°01′38.62″N 118°16′32.4″W  |
| Los Angeles     | Cattedrale di Santa Sofia                      | Chiesa ortodossa greca                                  | Metropolia di San Francisco                                    |          | 34°02′44.71″N 118°17′58.4″W  |
| Los Angeles     | Cattedrale di San Pietro                       | Chiesa maronita                                         | Eparchia di Nostra Signora del Libano a Los Angeles            |          | 34°04′20.69″N 118°22′39.31″W |
| Los Angeles     | Cattedrale della Santa Vergine Maria           | Chiesa ortodossa in America                             | Diocesi dell'Occidente                                         |          | 34°04′49.74″N 118°16′47.14″W |
| Los Angeles     | Cattedrale di San Nicola                       | Chiesa greco-ortodossa di Antiochia                     | Eparchia ortodossa antiochena di Los Angeles e dell'Occidente  |          | 34.063671°N 118.275219°W     |
| Los Angeles     | Cattedrale della Santa Trasfigurazione         | Chiesa ortodossa russa fuori dalla Russia               | Arcieparchia di Los Angeles e California meridionale           |          | 34°05′42.68″N 118°18′28.51″W |
| Los Angeles     | Cattedrale di Santa Vibiana (sconsacrata)      | Chiesa cattolica                                        | Arcidiocesi di Los Angeles                                     |          | 34°03′01.61″N 118°14′39.93″W |
| Modesto         | Mar Zaia Cathedral                             | Chiesa assira d'Oriente                                 | Diocesi di California                                          |          | 37°41′46.73″N 120°58′21.39″W |
| Montebello      | Cattedrale della Santa Croce                   | Chiesa apostolica armena                                | Prelatura Occidentale della Chiesa Apostolica Armena d'America |          | 34°01′17.28″N 118°06′22.05″W |
| Monterey        | Cattedrale di San Carlo Borromeo               | Chiesa cattolica                                        | Diocesi di Monterey in California                              |          | 36°35′45.12″N 121°53′28.15″W |
| Oakland         | Cattedrale di Cristo Luce delle Genti          | Chiesa cattolica                                        | Diocesi di Oakland                                             |          | 37°48′37.75″N 122°15′46.96″W |
| Oakland         | Cattedrale dell'Ascensione                     | Chiesa ortodossa greca                                  | Metropolia di San Francisco                                    |          | 37°48′34.48″N 122°12′04.14″W |
| Orange          | Cattedrale della Sacra Famiglia                | Chiesa cattolica                                        | Diocesi di Orange                                              |          | 33°46′49″N 117°51′11″W       |
| Sacramento      | Cattedrale del Santissimo Sacramento           | Chiesa cattolica                                        | Diocesi di Sacramento                                          |          | 38°34′44.4″N 121°29′31.52″W  |
| Sacramento      | Cattedrale della Trinità                       | Chiesa episcopale                                       | Diocesi episcopale della California settentrionale             |          | 38°34′14″N 121°28′20.97″W    |
| San Bernardino  | Cattedrale di Nostra Signora del Santo Rosario | Chiesa cattolica                                        | Diocesi di San Bernardino                                      |          | 34°08′20.33″N 117°17′22.26″W |
| San Clemente    | Cattedrale di San Michele                      | Chiesa episcopale carismatica                           | Diocesi dell'Ovest                                             |          | [ 27 ]                       |
| San Diego       | Cattedrale di San Giuseppe                     | Chiesa cattolica                                        | Diocesi di San Diego                                           |          | 32°43′18.01″N 117°09′42.26″W |
| San Diego       | Cattedrale di San Paolo                        | Chiesa episcopale                                       | Diocesi episcopale di San Diego                                |          | 32°44′01.35″N 117°09′35.74″W |
| San Diego       | Cattedrale di San Francesco                    | Chiesa cattolica universale (non in comunione con Roma) |                                                                |          | 32°42′49.59″N 117°08′06.96″W |
| San Francisco   | Cattedrale di Santa Maria Assunta              | Chiesa cattolica                                        | Arcidiocesi di San Francisco                                   |          | 37°47′03.12″N 122°25′31.07″W |
| San Francisco   | Cattedrale vecchia di Santa Maria              | Chiesa cattolica                                        | Arcidiocesi di San Francisco                                   |          | 37°47′33.54″N 122°24′20.7″W  |
| San Francisco   | Cattedrale della Grazia                        | Chiesa episcopale                                       | Diocesi episcopale della California                            |          | 37°47′30.88″N 122°24′46.83″W |
| San Francisco   | Cattedrale dell'Annunciazione                  | Chiesa greco-ortodossa d'America                        | Metropolia di San Francisco                                    |          | 37°46′07.89″N 122°25′18.08″W |
| San Francisco   | Cattedrale della Santa Trinità                 | Chiesa ortodossa in America                             | Diocesi dell'Occidente                                         |          | 37°47′51.88″N 122°25′27.13″W |
| San Francisco   | Cattedrale della Santa Vergine                 | Chiesa ortodossa russa                                  | Arcidiocesi di San Francisco e America Occidentale             |          | 37°46′49.09″N 122°29′10.1″W  |
| San Francisco   | Cattedrale di San Nicola                       | Chiesa ortodossa russa fuori dalla Russia               | Eparchia di San Francisco e America Occidentale                |          | 37°45′57.48″N 122°25′44.58″W |
| San Jose        | Cattedrale di San Giuseppe                     | Chiesa cattolica                                        | Diocesi di San Jose in California                              |          | 37°20′02.53″N 121°53′26.94″W |
| San Jose        | Pro-Cattedrale di San Patrizio                 | Chiesa cattolica                                        | Diocesi di San Jose in California                              |          | 37°20′24.86″N 121°52′59.14″W |
| San Jose        | Cattedrale episcopale della Trinità            | Chiesa episcopale                                       | Diocesi episcopale di El Camino Real                           |          | 37°20′16.18″N 121°53′26.83″W |
| Santa Rosa      | Cattedrale di Sant'Eugenio                     | Chiesa cattolica                                        | Diocesi di Santa Rosa in California                            |          | 38°26′49.65″N 122°41′16.17″W |
| Sherman Oaks    | Cattedrale di Santa Maria (emerita)            | Chiesa greco-cattolica rutena                           | Eparchia della Santa Protezione di Maria di Phoenix            |          | 34°10′02.3″N 118°28′00.62″W  |
| Stockton        | Cattedrale dell'Annunciazione                  | Chiesa cattolica                                        | Diocesi di Stockton                                            |          | 37°57′46.79″N 121°17′59.09″W |